# Bradford West Gwillimbury
Bradford West Gwillimbury è una città della Contea di Simcoe.